# Franz Grillparzer
Franz Grillparzer, född 15 januari 1791 i Wien i Österrike, död 21 januari 1872, var en österrikisk författare, särskilt dramatiker. 
Grillparzer var son till en advokat och studerade själv juridik i Wien 1807-1811. Han arbetade som informator, hovbibliotekarie och blev 1832 arkivdirektör.
Grillparzer var en av 1800-talets stora dramatiker. Han utgick gärna från klassiska, josefinistiska eller nationalhistoriska motiv. Förutom dramer skrev han noveller och epigram.